# 1964 VL1
1964 VL1 är en asteroid i huvudbältet som upptäcktes den 9 november 1964 av Purple Mountain-observatoriet i Nanjing, Kina.
Asteroiden har en diameter på ungefär 9 kilometer.